# 福森耀真
福森 耀真（ふくもり ようま、1997年9月27日 - ）は、千葉県市川市出身の元プロ野球選手（投手）。右投右打。

## 経歴

### プロ入り前
柏市立豊小学校1年時に野球を始め、4年時に福岡県北九州市に転居し、北九州市立守恒中学校で野球を続けた。
福岡県立北九州高等学校では1年夏からベンチ入りし秋からエースとなるも、3年夏は県大会4回戦で敗退し甲子園出場はなかった。
九州産業大学では1年春からベンチ入りし、4年次は福岡六大学リーグ戦の春夏連覇に貢献。4年秋はMVPとベストナインを獲得した。リーグ戦の通算成績は、27試合に登板し、11勝1敗、防御率2.15。
2019年10月17日に行われたドラフト会議では、東北楽天ゴールデンイーグルスから5位指名を受け、11月18日に契約金3500万円、年俸700万円で仮契約した。背番号は49。

### プロ入り後
2020年は一度も一軍に昇格することができず、イースタン・リーグでは7試合登板、2勝1敗1セーブ、防御率11.12の成績だった。
2021年10月26日に球団より戦力外通告を受け、12月9日に育成選手として再契約した。背番号は007に変更された。
2022年は、イースタン・リーグで9試合に登板し、1勝0敗、防御率5.87を記録した
2023年は、イースタン・リーグで5試合に登板し、0勝0敗、防御率7.71の成績で、10月11日に戦力外通告を受けた。その後、12球団合同トライアウトに参加し、最速151km/hを計測した。

### 楽天退団後
11月23日、同じく楽天退団となった髙田萌生、引地秀一郎と共に社会人野球クラブチームのショウワコーポレーションへの入団が発表された。監督の亀澤恭平は「トライアウトで投げる姿、投げる球を見てその先の未来まで見えましたし、何かを感じました」と獲得の理由を説明している。2024年は選手としてプレーしたが、2025年時点では投手コーチとなっている。

## 選手としての特徴・人物
最速154km/hの直球と、変化球はカーブ、スライダー、カットボール、チェンジアップ、スプリットを持つ。
愛称は「ケツ森（尻が大きいことから）」、「よーま」、「よま」、「福さん」。

## 詳細情報

### 年度別投手成績
- 一軍公式戦出場なし

### 背番号
- 49（2020年[3] - 2021年）
- 007（2022年[7] - 2023年）